# ファン・ペドロ・ベナーリ
ファン・ペドロ・ベナーリ（Juan Pedro Benali、1969年3月25日 - ）は、スペイン出身のサッカー指導者である。元J2・ヴィッセル神戸のコーチ（事実上の監督を務めていた時期もある）。

## 経歴
1997年にスペインのラス・ロサス・マドリッドで指導者を始める。以後はモロッコやカタールなど、アフリカや中東の国のクラブを渡り歩き、2006年2月にヴィッセル神戸のコーチに就任して初めて日本での指導を行う。
神戸ではヘッド格のコーチを務めていたが、8月24日に監督のスチュワート・バクスターが家庭の事情により退任することが発表され、クラブは当初ペドロを後任監督にする予定であった。ところが、ペドロの持つライセンスがJリーグ監督就任に必要な条件を満たしていないと判断されたことから、名目上の監督には元神戸監督でこの年の途中までアビスパ福岡の監督を務め、コーチとして神戸に戻ってきたばかりの松田浩が就任し、実際の指揮はペドロがコーチの肩書きのまま執ることになった
その後神戸は第47節終了時点では首位にいたが、最後の5試合で1勝もできずに最終的には3位でJ1・J2入れ替え戦に回ることになり、ペドロは休養の名目で事実上更迭されそのまま退団。入れ替え戦の指揮は松田が執り、神戸はJ1に復帰した。

## 人物像
- 若いが経験豊かな監督で、サッカーの技術を文化的要素から見る視点をもっている。
- たくさんの国際経験がある為、その事は違う国籍を持った選手達や、いくつかの海外のチームと素早くコンタクトを取る事の助けになっている。
- 文化の違う国の選手達のモチベーション管理に長けた能力がある。
- 母国語はもちろん7カ国語を操る（英語、フランス語、ポルトガル語、イタリア語、アラビア語、ドイツ語、そして日本語も少し）

## その他
- 2004年にUEFA 『A』（イングランドコース）のライセンスを首席で合格。この時、現シェフィールド・ユナイテッドFC監督のブライアン・ロブソンが居た。
- 1997年スペインサッカー協会公認NIVEL IIで佐伯夕利子と現レアル・マドリード・カスティージャ監督のジュレン・ロペテギと共に学んだ。
- 現リヴァプール監督のラファエル・ベニテスと親交があり、彼からカウンターアタックの方法を学んだ。
- アリーゴ・サッキを崇拝しており、彼がアトレティコ・マドリードの監督をしている間、全ての練習・試合を共にし、戦術・相手チームの分析の仕方の基礎を教わった。

## 指導経歴
- ラス・ロサス・マドリッド（スペイン）1997-1999
- イテハド・ケミセット（モロッコ）1999-2000
- クラブ・モハメディア（モロッコ）2000
- アル・ガラファ（カタール）2001.1-2001.6
- クラブ・オリンピック・チュニジア（チュニジア）2001-2002
- シャージャ・クラブ（UAE）2002-2003
- アル・カリーシ（UAE）2003-.9-2004.12
- ヴィッセル神戸：コーチ、監督（日本）2006
- ラシン・サンタンデール:インターナショナル・マネージャー（スペイン）2007.3.1-2008.4.1

## 実績
- 2000年クラブ・モハメディアにてモロッコ国王杯：準優勝、月間優秀監督賞3回受賞、アラブカップ：第3位、最優秀監督賞受賞
- 2001年アル・ガラファにてカタールリーグ：準優勝、カタール国王杯：第3位
- 2001年9月・12月に最優秀監督賞を受賞
- 2006年ヴィッセル神戸1部昇格